# Domléger-Longvillers
Domléger-Longvillers è un comune francese di 297 abitanti situato nel dipartimento della Somme nella regione dell'Alta Francia.

## Società

### Evoluzione demografica
Abitanti censiti